# Ocupação húngara de Vidin
A ocupação húngara de Vidin foi um período na história da cidade e redondezas de Vidin, hoje no noroeste da Bulgária, quando ela esteve sob o controle do Reino da Hungria entre 1365 e 1369.

## Invasão
Antes de 1359-1360, o antigo herdeiro da coroa búlgara, João Esracimir se estabelecera como déspota de Vidin, um apanágio do Império Búlgaro e o transformara numa entidade majoritariamente independente. No início de 1365, Luís I da Hungria, que, como seus predecessores, se intitulava "rei da Bulgária" (rex Bulgariae) entre outros títulos, exigiu que João Esracimir reconhecesse sua suserania e se tornasse seu vassalo. Depois que Esracimir se recusou, o rei inciou uma campanha para conquistar seu Czarado de Vidin. Em 1 de maio de 1365, ele iniciou a campanha na Hungria e alcançou Vidin em 30 de maio, capturando a cidade em 2 de junho depois de um brevíssimo cerco.
Os húngaros prenderam Esracimir e sua família, aprisionando-os na fortaleza de Humnik (em Bosiljevo, atualmente na Croácia). Logo depois, os eles tomaram todo o território do Czarado, conhecido como Bodony em húngaro) e o transformaram numa província do Reino da Hungria governado por um bano. Inicialmente, a região foi governada por Pedro Himfi, o bano de Bratislava (Pozsony) e, posteriormente, por Dionísio Laczkfi, que intitulava "voivoda da Transilvânia, governador de Vidin e governante dos condados de Temes e Szolnok".
Depois de estabelecer o controle administrativo, os húngaros começaram a conversão da população local, que ortodoxa búlgara, para o catolicismo romano, com a ajuda de monges franciscanos. Apesar de curta duração, esta foi uma das primeiras dioceses missionárias húngaras. De acordo com dados húngaros, os franciscanos converteram 200 000 pessoas, um terço da população local. Embora o número seja considerado um exagero grosseiro e pouco realista, entre os convertidos estavam certamente João Esracimir e sua família. Esta intolerância religiosa se refletiu na forte reação negativa contra os senhores húngaros entre a população, atestada numa nota margina num livro religioso ortodoxo do período: "Este livro foi escrito pelo pecador e pouco inteligente Dragan juntamente com seu irmão Rayko 'nos dias em que os húngaros governavam Vidin e era muito doloroso para o povo na época'.".

## Final da ocupação
O pai de João Esracimir, tsar João Alexandre, que comandava o Império Búlgaro, nada pôde fazer para conter a invasão húngara e a captura de seu filho. Diversos anos depois, porém, ele se aproveitou da detenção do imperador bizantino João V Paleólogo em Vidin e da Cruzada Saboia do conde Amadeu VI de Saboia contra a costa do Mar Negro da Bulgária para organizar uma coalizão ortodoxa e recuperar Vidin. Por ter se juntado à aliança, João Alexandre ofereceu ao imperador bizantino os portos no Mar Negro ao sul de Mesembria; em troca, porém, João V teve que pagar 180 000 florins para Vladislau I Vlaicu, o voivoda da Valáquia. Este, por sua, vez, tomou Vidin e cedeu-a para João Alexandre.
Em 1369, a ocupação húngara foi encerrada. Embora a campanha inicial não tenha sido totalmente vitoriosa por permitir que os húngaros retomassem a cidade, as negociações que se seguiram entre o Reino da Hungria e os aliados de João Alexandre, Vladislau I Vlaicu e Dobrotitsa, o déspota do também semi-independente estado vassalo búlgaro de Carvuna (em Dobruja), resultou na cidade sendo devolvida aos búlgaros. Acredita-se que João Esracimir tenha sido renomeado o monarca da região no outono de 1369.